# Francisco Borja Ripollés
Francisco Borja Ripollés (Borriana, 22 de desembre de 1955), més conegut com a Paco Borja, és un artista faller. En plena adolescència en 1969 entra per primera vegada a un obrador faller de la mà dels germans Jose i Santiago Soro. Una vegada realitzat el servei militar en 1977 planta la seua primera obra en solitari al Port de Sagunt per la comissió La Palmereta.
A finals dels anys 80 i principis dels 90 de segle XX signa cadafals al seu poble fins que en 1995 debuta a les Falles de València amb la seua primera Falla plantada a la demarcació d'En Plom - Guillem de Castro amb bon resultat. Als següents anys consolida la seua trajectòria a la capital valenciana realitzant obres per a Ribera - Convent Santa Clara, Plaça de Patraix, Barri Beteró, En Sendra - Coll, Càdis - Literat Azorin o Luis Lamarca - Velázquez, entitat esta última amb la que estarà vinculat durant setze anys de manera consecutiva. El seu punt més àlgid arriba en 1999 realitzant per a Exposició - Misser Mascó una Falla classificada en 1A guardonada amb un cinquè premi. A l'inici dels anys 2010 del segle XXI transita del cartró al suro blanc material al qual s'adaptarà sense problemes continuant amb la seua bona ratxa de premis.
El grau de fidelitat amb les comissions durant la seua carrera artística ha estat alt. Així ha mantingut relacions de llarga durada a molts dels encreuaments als quals ha ubicat les seues Falles. Tot i desenvolupar principalment la seua carrera artística al Cap i Casal i a la seua ciutat natal, l'artista també plantarà Falles a les poblacions de Benicarló, Utiel, Puçol i Torrent entre d'altres. Al llarg de la seua carrera aconsegueix diversos Ninots Indultats de les Falles de Borriana amb obres plantades per a les comissions La Bosca i Societat Club 53.
En 2019 rep el Premi E+G atorgat per la Federació de Falles amb especial Enginy i Gràcia per "Alguna cosa es mor a l'ànima" plantada a l'encreuament de Càdis - Literat Azorin.

## Galeria

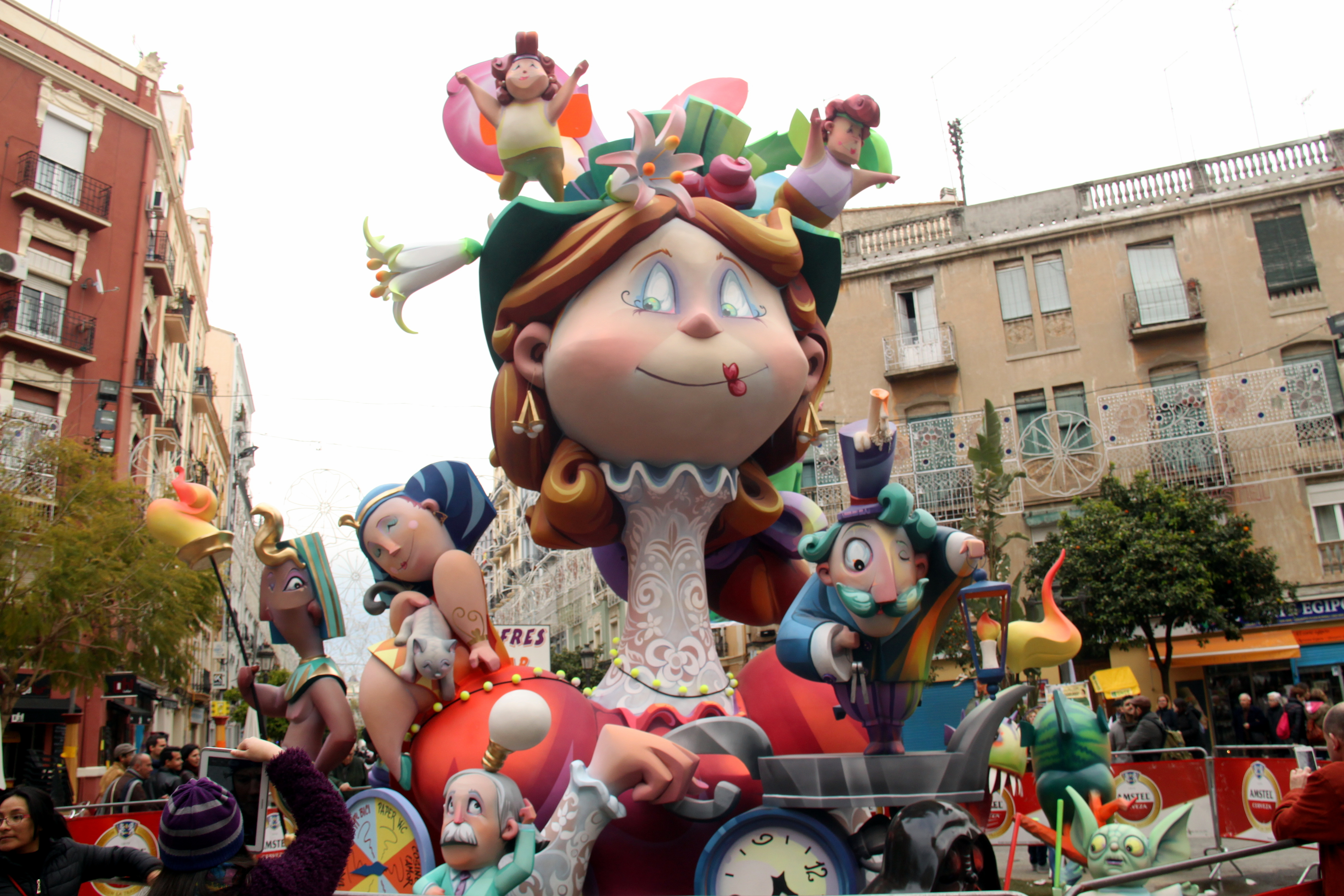
"A fosques", per la Falla 2016 de Cuba - Puerto Rico
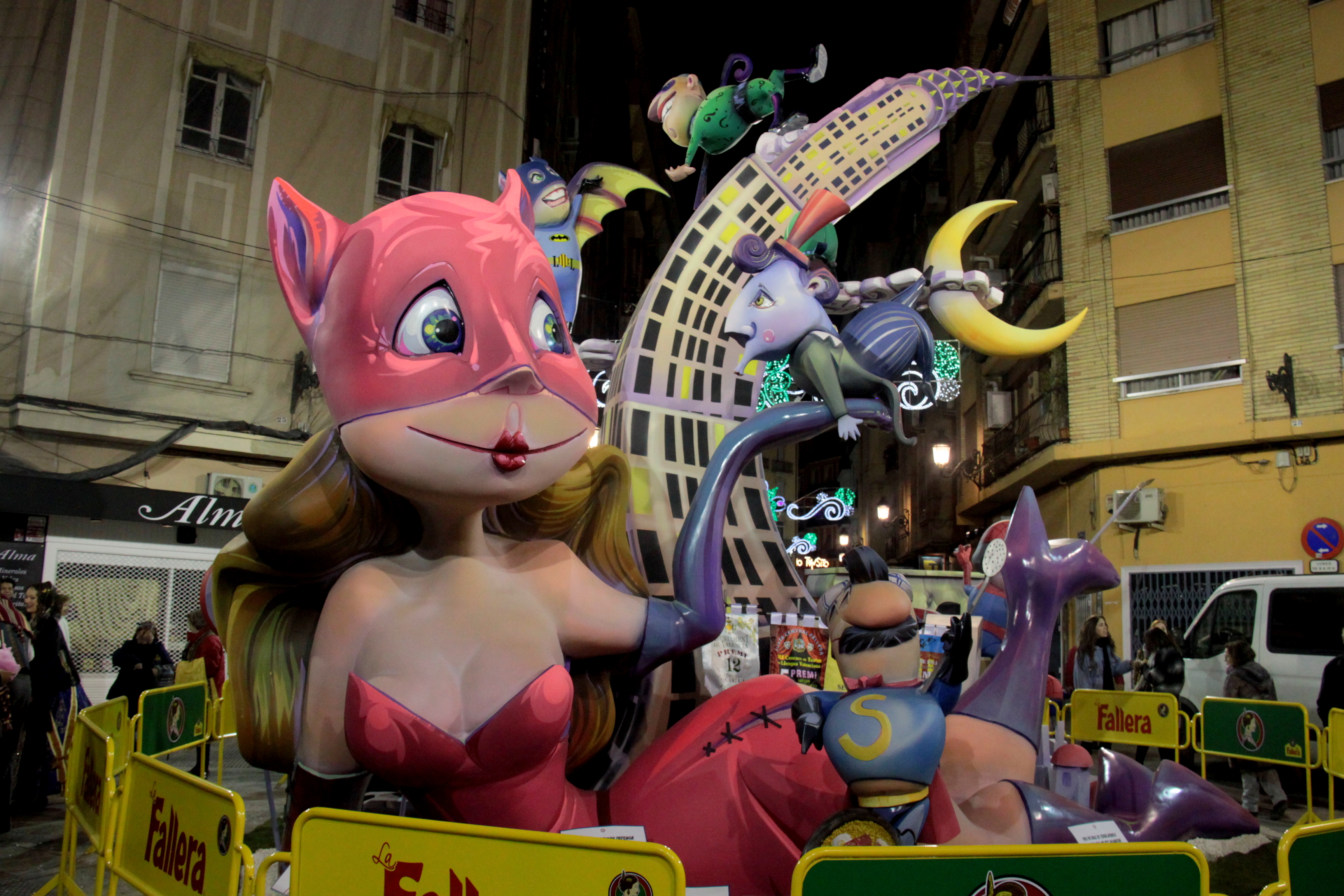
"Una d'herois", per la Falla 2015 de Tomasos - Carlos Cervera
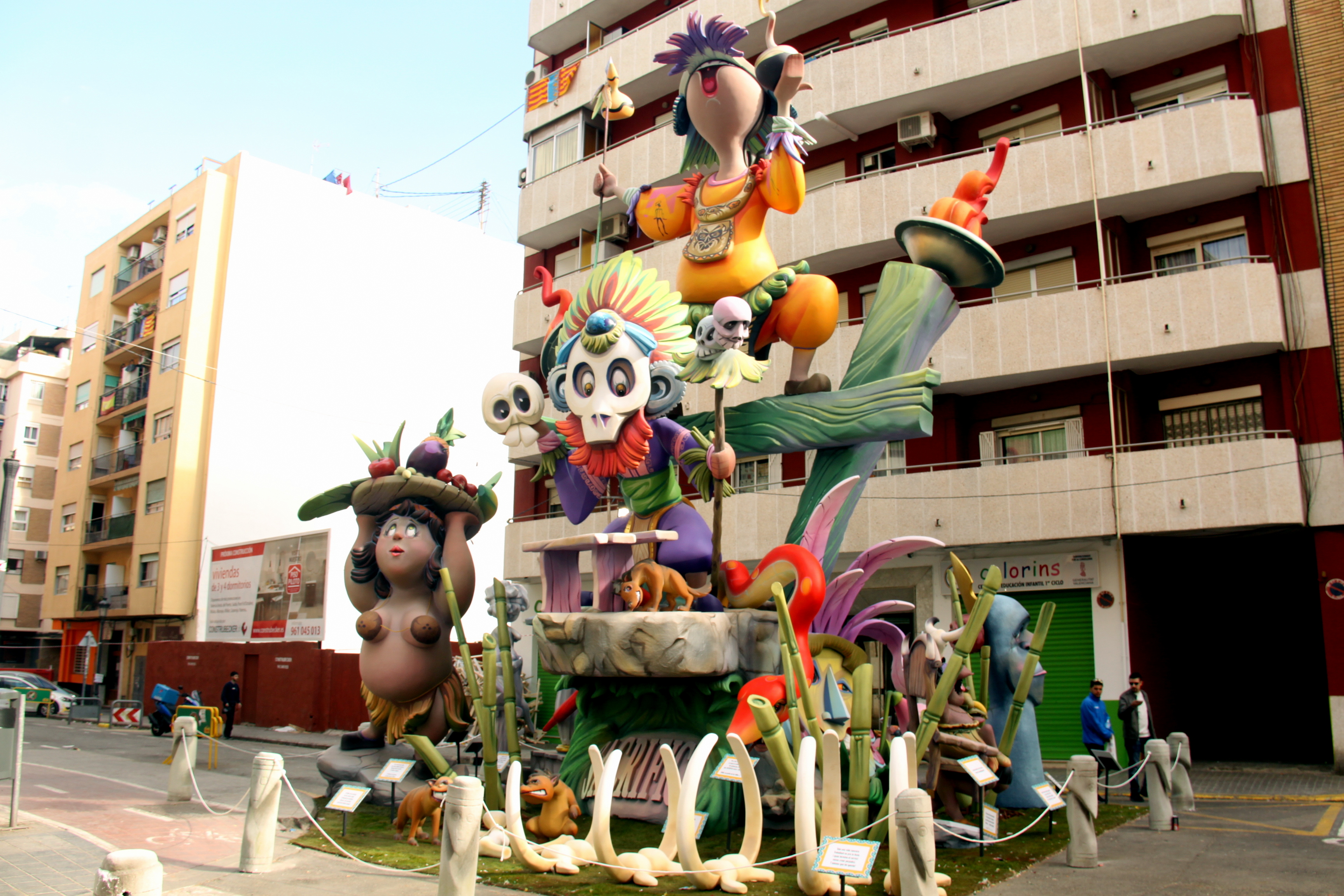
"Sacrifici", per la Falla 2019 de Luis Lamarca - Velázquez
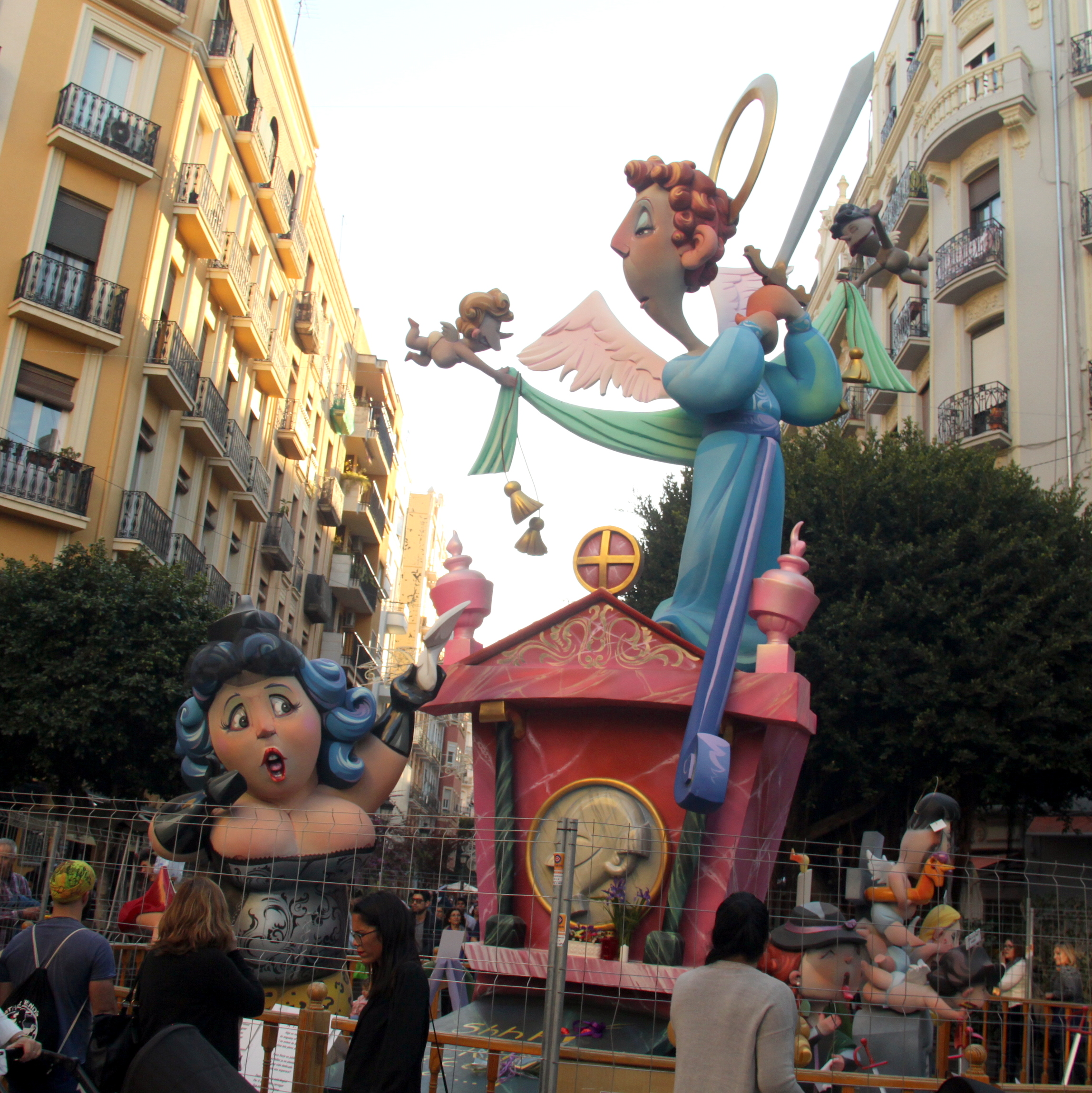
"Alguna cosa es mor a l'ànima", per la Falla 2019 de Càdis - Literat Azorin